# Monako na Igrzyskach Europejskich 2023
Monako na Igrzyskach Europejskich 2023 – monakijska reprezentacja występująca na Igrzyskach Europejskich 2023 w Krakowie w dniach 21 czerwca – 2 lipca. Kadra liczyła 3 zawodników, w tym 2 mężczyzn i 1 kobietę.

## Uczestnicy
| Dyscyplina    | Mężczyźni | Kobiety | Razem |
| ------------- | --------- | ------- | ----- |
| Padel         | 2         | 0       | 2     |
| Tenis stołowy | 0         | 1       | 1     |
| Razem         | 2         | 1       | 3     |

## Padel
| Benjamin Chavanis Nicolas Fedoroff | Debel mężczyzn | Maszczyk/Janowicz P 0-2 | NQ | NQ | NQ | NQ | NQ | NQ |

## Tenis stołowy
| Zawodnik     | Konkurencja | I Runda          | II Runda         | 1/16 finału      | 1/8 finału       | Ćwierćfinały     | Półfinały        | Finał            | Finał   |
| Zawodnik     | Konkurencja | Przeciwnik Wynik | Przeciwnik Wynik | Przeciwnik Wynik | Przeciwnik Wynik | Przeciwnik Wynik | Przeciwnik Wynik | Przeciwnik Wynik | Pozycja |
| ------------ | ----------- | ---------------- | ---------------- | ---------------- | ---------------- | ---------------- | ---------------- | ---------------- | ------- |
| Yang Xiaoxin | Singel (k)  | BYE              | BYE              | Helle W 4-0      | Madarasz W 4-0   | Yu W 4-0         | Samara W 4-0     | Szocs W 4-0      |         |

## Medaliści
Jedyny medal dla Monako na tych Igrzyskach zdobyła Yang Xiaoxin w tenisie stołowym, w konkurencji gry pojedynczej kobiet.
| Medal | Zawodnik     | Dyscyplina    | Konkurencja           | Data       |
| ----- | ------------ | ------------- | --------------------- | ---------- |
|       | Yang Xiaoxin | Tenis stołowy | Gra pojedyncza kobiet | 27 czerwca |